# Sigfrid Wikfeldt
Olof Sigfrid Wikfeldt, född 31 juli 1906 i Gävle församling, Gävleborgs län, död 6 mars 1964 i Mjölby församling, Östergötlands län, var officer i  Frälsningsarmén, från 1929 medarbetare vid Frälsningsarméns litteraturavdelning, fil mag, läroverkslärare i Mjölby, författare, översättare av sånger och kompositör. 
Wikfeldt finns representerad i Frälsningsarméns sångbok 1990 (FA).

## Texter
- I din närhet, o min Herre (FA nr 413) översatt 1946
- Jesus, du har ju bjudit mig bära mitt kors och följa dig
- Sänd honom bud, vars namn är Jesus Krist (översättning från norska)
- Möter mig sorger som tynger mig ner